# Tetička (film, 1941)
Tetička je česká filmová komedie režisér Martina Friče z roku 1941.

## Obsazení
| Růžena Nasková      | teta Berta                                  |
| Ferenc Futurista    | majordomus Hynek                            |
| František Smolík    | MUDr. Jelínek, Bertin přítel                |
| Theodor Pištěk      | Eduard Švagrovský, Bertina první láska      |
| Jaroslav Marvan     | prokurista Arnošt Dusbaba                   |
| Růžena Šlemrová     | Mařenka, Dusbabova žena                     |
| Jiří Dohnal         | Dr. Jindřich Dusbaba, syn Arnošta a Mařenky |
| Miloš Nedbal        | komerční rada Čeněk Felix                   |
| Zdeňka Baldová      | Felixova žena                               |
| Lída Chválová       | Slávka, dcera Felixových                    |
| František Kreuzmann | vzdálený příbuzný Oskar                     |
| Lola Skrbková       | Oskarova žena                               |
| Vladimír Řepa       | sluha Jeřábek                               |
| Darja Hajská        | služka Víchová                              |
| Nancy Rubensová     | Slávčina přítelkyně                         |
| Milada Smolíková    | služka Anežka                               |
| Viktor Nejedlý      | listonoš Dvořáček                           |
| Marie Nademlejnská  | němá hospodyně tety Berty                   |
| Karel Beníško       | právní zástupce JUDr. Hrůza                 |
| Marie Steinerová    | Slávčina přítelkyně                         |

## Tvůrci a štáb
- Režie: Martin Frič
- Předloha: Jaroslav Tumlíř (divadelní hra Strašidelná tetička)
- Scénář: Jan Kaplan, Martin Frič
- Kamera: Ferdinand Pečenka
- Vedoucí výroby: František Jerhot
- Ředitel výroby: Josef Jonáš
- Hudba: Roman Blahník
- Nahrál: Orchestr F.O.K. (řídil Roman Blahník)
- Architekt: Bohumil Heš, Jiří Dušek
- Zvuk: Stanislav Vondraš
- Střih: Jan Kohout
- Masky: Josef Kobík, František Rous, Antonín Riegl
- Výprava: Prokop Pěkný
- Asistent režie: Eduard Šimáček
- Odborný poradce: Miroslav Haller (jazykový)
- Fotograf: Antonín Frič, Willi Ströminger
- Ateliéry: FOJA Radlice

## Zajímavosti
- V říjnu 1945 byl film v obnovené premiéře znovu uveden do kinodistribuce. Od tohoto data až do 1. dubna 1966, kdy byl stažen z distribuce, vidělo film v českých kinech v rámci 14 456 představení celkem 2 642 035 diváků.[1]